# Сен-Дени (Од)
Сен-Дени́ (фр. Saint-Denis) — коммуна во Франции, находится в регионе Лангедок — Руссильон. Департамент коммуны — Од. Входит в состав кантона Сессак. Округ коммуны — Каркасон.
Код INSEE коммуны — 11339.

## Население
Население коммуны на 2008 год составляло 465 человек.
| 1962 | 1968 | 1975 | 1982 | 1990 | 1999 | 2008 |
| ---- | ---- | ---- | ---- | ---- | ---- | ---- |
| 245  | 292  | 276  | 277  | 313  | 389  | 465  |

## Экономика

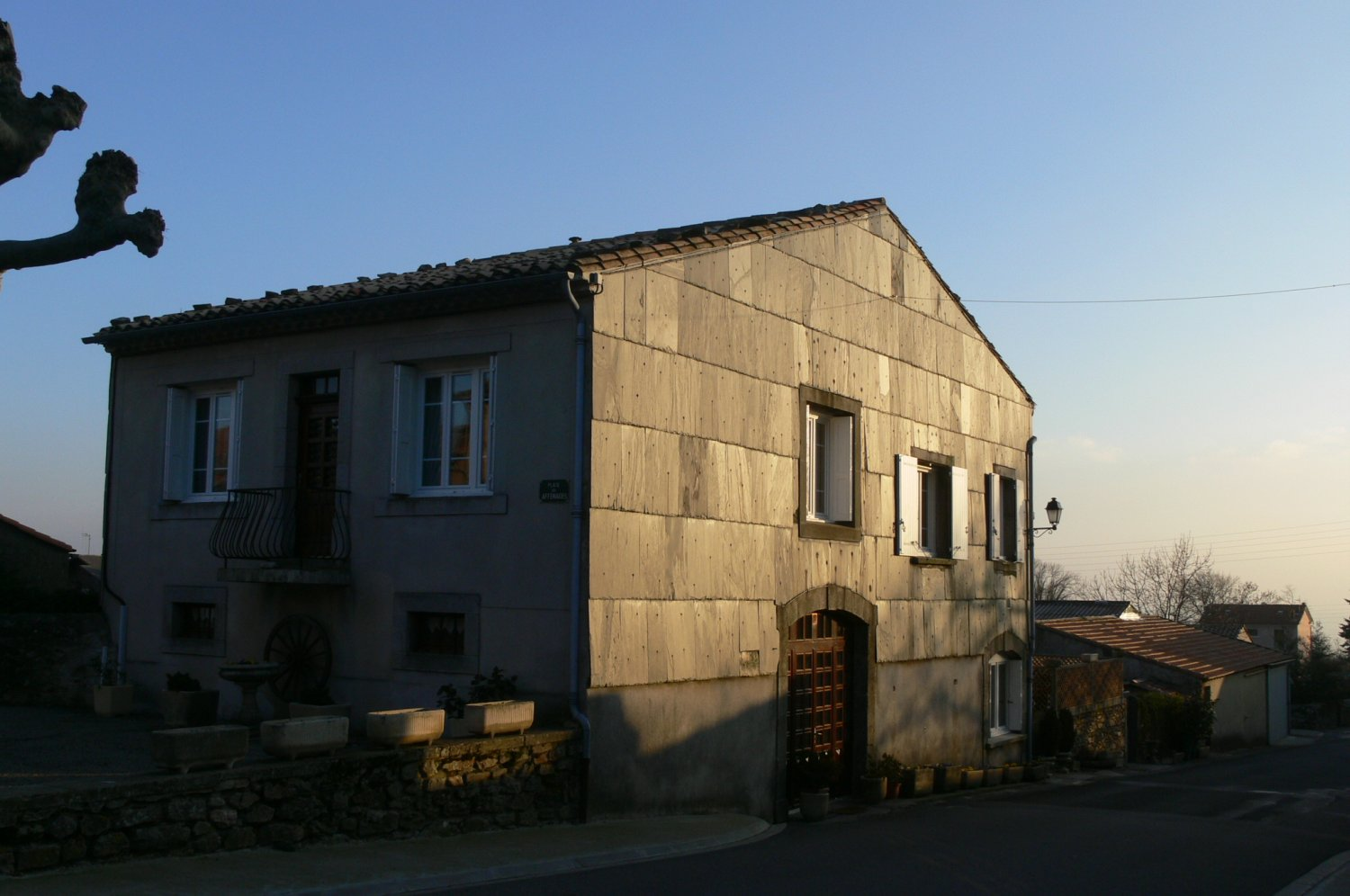
Типичный дом в Сен-Дени

В 2007 году среди 295 человек в трудоспособном возрасте (15—64 лет) 208 были экономически активными, 87 — неактивными (показатель активности — 70,5 %, в 1999 году было 73,2 %). Из 208 активных работали 181 человек (89 мужчин и 92 женщины), безработных было 27 (10 мужчин и 17 женщин). Среди 87 неактивных 25 человек были учениками или студентами, 37 — пенсионерами, 25 были неактивными по другим причинам.